# Quai Saint-Bernard
Der Quai Saint-Bernard liegt am Seineufer im 5. Arrondissement von Paris.

## Lage
Die Uferstraße verläuft von der Pont d’Austerlitz zur Pont de Sully. Es gibt nur ungerade Hausnummern, da direkt am Ufer keine Häuser stehen. Es gibt auch kaum Wohnhäuser, da am Anfang der Jardin des Plantes liegt, gefolgt vom Gelände der Pariser Universität.
Unterhalb der Straße und damit direkt am Seineufer befindet sich eine Grünanlage mit vielen Freizeiteinrichtungen.

## Namensursprung
Der Namen leitet sich vom ehemaligen Bernardiner Kloster und der ehemaligen Porte Saint-Bernard in der Stadtmauer Philipps II. ab; das Stadttor lag bei der Pont de Sully.

## Geschichte
Der Kai hieß ursprünglich vieux chemin d'Ivry, denn er lag in der ehemaligen Gemeinde Ivry.
Vom 16. bis zum 18. Jahrhundert war dieser Abschnitt des Seineufers ein beliebter Badestrand. Sogar Heinrich IV. kam gerne mit seinem Sohn, dem zukünftigen Louis XIII., hierher. Die Menschen badeten zu dieser Zeit nackt, was vor allem die Kirche schamlos fand, und so entstanden um 1680 die ersten schwimmenden geschlossenen Badeanstalten.
Im 18. Jahrhundert gab es auch einen Flusshafen, der auf den Transport von Wein spezialisiert war. Die dazugehörenden Halles aux vins standen auf dem Gelände des ehemaligen Campus Jussieu. Diese 1644 angelegten und 1811 erweiterten Weinlager konnten 200.000 Hektoliter Wein fassen.

## Sehenswürdigkeiten
- Heute, nachdem Ende der 1970er Jahre das Projekt einer Schnellstraße am Ufer aufgegeben wurde, ist unterhalb des Kais, wo früher der Port Saint-Bernard lag, eine Grünfläche entstanden: Der Jardin Tino-Rossi, das Pariser Musée de la Sculpture en plein air, ein Freilichtmuseum. Es enthält rund dreißig Skulpturen von Künstlern aus der zweiten Hälfte des 20. Jahrhunderts. Hier ist auch eine Anlegestelle (Jardin des Plantes) der Batobus.
- Hier spielt auch eine Szene des Films Zwei Mann, ein Schwein und die Nacht von Paris: Bourvil und Jean Gabin als Fleischschmuggler während der Besatzungszeit, die nachts mit dem Geheul der Wölfe der Ménagerie konfrontiert werden, die durch den Geruch ihrer Ladung erregt werden.
- Am Kai liegt das Institut du monde arabe bei der Université Pierre et Marie Curie, UPMC.
- Entlang der Universität sind noch die Tore der Weinhalle erhalten. Sie zeigen Tannenzapfen, Symbole der Weinhändler, weil die Fässer mit Kiefernharz versiegelt wurden.[3]

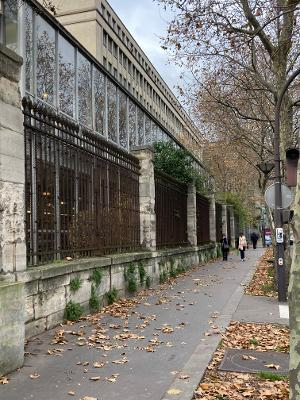
Clôture de l’ancienne halle aux vins